# Colombia en la clasificación de Conmebol para la Copa Mundial de Fútbol de 1998
La Selección de Colombia es una de las diez selecciones de fútbol que participaron en la Clasificación de Conmebol para la Copa Mundial de Fútbol de 1998, en la que se definieron los representantes de Conmebol para la Copa Mundial de Fútbol de 1998, que se desarrolló en Francia. 
La etapa preliminar —también denominada eliminatorias— se jugó en América del Sur, desde el 24 de abril de 1996 y finalizó el 16 de noviembre de 1997. En las eliminatorias, se jugaron 18 fechas con el formato de todos contra todos, con partidos de ida y vuelta.
El torneo definió cinco equipos que representaron a la Confederación Sudamericana de Fútbol en la Copa Mundial de Fútbol. Los cuatro mejor posicionados, se clasificaron directamente al mundial mientras que Brasil, clasifica automáticamente por el derecho de ser el campeón defensor de la Copa Mundial de Fútbol de 1994.

## Participante
| Selección de fútbol de Colombia |                                        |                    |
| Ciudad                          | Estadio                                | Entrenador         |
| Barranquilla                    | Estadio Metropolitano Roberto Meléndez | Hernán Darío Gómez |
|                                 |                                        |                    |
| Federación Colombiana de Fútbol |                                        |                    |

### Tabla de clasificación
| Equipo    | Pts | PJ | PG | PE | PP | GF | GC | Dif |
| --------- | --- | -- | -- | -- | -- | -- | -- | --- |
| Argentina | 30  | 16 | 8  | 6  | 2  | 23 | 13 | 10  |
| Paraguay  | 29  | 16 | 9  | 2  | 5  | 21 | 14 | 7   |
| Colombia  | 28  | 16 | 8  | 4  | 4  | 23 | 15 | 8   |
| Chile     | 25  | 16 | 7  | 4  | 5  | 32 | 18 | 14  |
| Perú      | 25  | 16 | 7  | 4  | 5  | 19 | 20 | -1  |
| Ecuador   | 21  | 16 | 6  | 3  | 7  | 22 | 21 | 1   |
| Uruguay   | 21  | 16 | 6  | 3  | 7  | 18 | 21 | -3  |
| Bolivia   | 17  | 16 | 4  | 5  | 7  | 18 | 21 | -3  |
| Venezuela | 3   | 16 | 0  | 3  | 13 | 8  | 41 | -33 |

| L\V                  | Bandera de Argentina | Bandera de Bolivia | Bandera de Chile | Bandera de Colombia | Bandera de Ecuador | Bandera de Paraguay | Bandera de Perú | Bandera de Uruguay | Bandera de Venezuela |
| Bandera de Argentina |                      | 3:1                | 1:1              | 1:1                 | 2:1                | 1:1                 | 2:0             | 0:0                | 2:0                  |
| Bandera de Bolivia   | 2:1                  |                    | 1:1              | 2:2                 | 2:0                | 0:0                 | 0:0             | 1:0                | 6:1                  |
| Bandera de Chile     | 1:2                  | 3:0                |                  | 4:1                 | 4:1                | 2:1                 | 4:0             | 1:0                | 6:0                  |
| Bandera de Colombia  | 0:1                  | 3:0                | 4:1              |                     | 1:0                | 1:0                 | 0:1             | 3:1                | 1:0                  |
| Bandera de Ecuador   | 2:0                  | 1:0                | 1:1              | 0:1                 |                    | 2:1                 | 4:1             | 4:0                | 1:0                  |
| Bandera de Paraguay  | 1:2                  | 2:1                | 2:1              | 2:1                 | 1:0                |                     | 2:1             | 3:1                | 1:0                  |
| Bandera de Perú      | 0:0                  | 2:1                | 2:1              | 1:1                 | 1:1                | 1:0                 |                 | 2:1                | 4:1                  |
| Bandera de Uruguay   | 0:0                  | 1:0                | 1:0              | 1:1                 | 5:3                | 0:2                 | 2:0             |                    | 3:1                  |
| Bandera de Venezuela | 2:5                  | 1:1                | 1:1              | 0:2                 | 1:1                | 0:2                 | 0:3             | 0:2                |                      |

### Partidos

#### Primera vuelta
| Jornada   | Fecha                   | Estadio                     | Racha | Local     |                      | Resultado |                      | Visitante |
| --------- | ----------------------- | --------------------------- | ----- | --------- | -------------------- | --------- | -------------------- | --------- |
| Jornada 1 | 24 de abril de 1996     | Metropolitano, Barranquilla | Sí    | Colombia  | Bandera de Colombia  | 1:0 (0:0) | Bandera de Paraguay  | Paraguay  |
| Jornada 2 | 2 de junio de 1996      | Nacional del Perú, Lima     |       | Perú      | Bandera de Perú      | 1:1 (0:0) | Bandera de Colombia  | Colombia  |
| Jornada 3 | 7 de julio de 1996      | Metropolitano, Barranquilla | Sí    | Colombia  | Bandera de Colombia  | 3:1 (2:0) | Bandera de Uruguay   | Uruguay   |
| Jornada 4 | 1 de septiembre de 1996 | Metropolitano, Barranquilla | Sí    | Colombia  | Bandera de Colombia  | 4:1 (3:0) | Bandera de Chile     | Chile     |
| Jornada 5 | 9 de octubre de 1996    | Olímpico Atahualpa, Quito   | Sí    | Ecuador   | Bandera de Ecuador   | 0:1 (0:0) | Bandera de Colombia  | Colombia  |
| Jornada 6 | 10 de noviembre de 1996 | Hernándo Siles, La Paz      |       | Bolivia   | Bandera de Bolivia   | 2:2 (2:1) | Bandera de Colombia  | Colombia  |
| Jornada 7 | 15 de diciembre de 1996 | Pueblo Nuevo, San Cristóbal | Sí    | Venezuela | Bandera de Venezuela | 0:2 (0:1) | Bandera de Colombia  | Colombia  |
| Jornada 9 | 12 de febrero de 1997   | Metropolitano, Barranquilla | No    | Colombia  | Bandera de Colombia  | 0:1 (0:1) | Bandera de Argentina | Argentina |

#### Segunda vuelta
| Jornada    | Fecha                    | Estadio                        | Racha | Local     |                      | Resultado |                      | Visitante |
| ---------- | ------------------------ | ------------------------------ | ----- | --------- | -------------------- | --------- | -------------------- | --------- |
| Jornada 10 | 2 de abril de 1997       | Defensores del Chaco, Asunción | No    | Paraguay  | Bandera de Paraguay  | 2:1 (1:0) | Bandera de Colombia  | Colombia  |
| Jornada 11 | 30 de abril de 1997      | Metropolitano, Barranquilla    | No    | Colombia  | Bandera de Colombia  | 0:1 (0:0) | Bandera de Perú      | Perú      |
| Jornada 12 | 8 de junio de 1997       | Centenario, Montevideo         |       | Uruguay   | Bandera de Uruguay   | 1:1 (1:0) | Bandera de Colombia  | Colombia  |
| Jornada 13 | 5 de julio de 1997       | Nacional, Santiago             | No    | Chile     | Bandera de Chile     | 4:1 (3:0) | Bandera de Colombia  | Colombia  |
| Jornada 14 | 20 de julio de 1997      | Metropolitano, Barranquilla    | Sí    | Colombia  | Bandera de Colombia  | 1:0 (0:0) | Bandera de Ecuador   | Ecuador   |
| Jornada 15 | 20 de agosto de 1997     | Metropolitano, Barranquilla    | Sí    | Colombia  | Bandera de Colombia  | 3:0 (2:0) | Bandera de Bolivia   | Bolivia   |
| Jornada 16 | 10 de septiembre de 1997 | Metropolitano, Barranquilla    | Sí    | Colombia  | Bandera de Colombia  | 1:0 (0:0) | Bandera de Venezuela | Venezuela |
| Jornada 18 | 16 de noviembre de 1997  | La Bombonera, Buenos Aires     |       | Argentina | Bandera de Argentina | 1:1 (0:1) | Bandera de Colombia  | Colombia  |

## Estadísticas

### Convocados
Listado de jugadores que participaron en las eliminatorias para la Copa Mundial 1998.
| N.º | Nombre                   | Posición      | PJ |
| --- | ------------------------ | ------------- | -- |
|     | Faryd Mondragón          | Portero       | 12 |
|     | Miguel Calero            | Portero       | 1  |
|     | Óscar Córdoba            | Portero       | 3  |
|     | Jorge Bermúdez           | Defensa       | 14 |
|     | Alexis Mendoza           | Defensa       | 8  |
|     | Luis Antonio Moreno      | Defensa       | 7  |
|     | Leonel Álvarez           | Mediocampista | 9  |
|     | Mauricio Serna           | Mediocampista | 12 |
|     | Freddy Rincón            | Mediocampista | 12 |
|     | Carlos Valderrama        | Mediocampista | 16 |
|     | Iván René Valenciano     | Delantero     | 3  |
|     | Faustino Asprilla        | Delantero     | 12 |
|     | Adolfo Valencia          | Delantero     | 4  |
|     | Andrés Estrada           | Mediocampista | 4  |
|     | Luis Fernando Herrera    | Defensa       | 1  |
|     | Víctor Hugo Aristizábal  | Delantero     | 10 |
|     | Jorge Bolaño             | Mediocampista | 3  |
|     | Wilmer Cabrera           | Defensa       | 12 |
|     | Antony de Ávila          | Delantero     | 13 |
|     | José Fernando Santa      | Defensa       | 4  |
|     | Hugo Alberto Galeano     | Defensa       | 9  |
|     | John Harold Lozano       | Mediocampista | 7  |
|     | Luis Manuel Quiñónez     | Mediocampista | 2  |
|     | Osman López              | Defensa       | 5  |
|     | Jhon Mario Ramírez       | Mediocampista | 1  |
|     | Juan Pablo Ángel         | Delantero     | 2  |
|     | Manuel Valencia          | Defensa       | 1  |
|     | Hamilton Ricard          | Delantero     | 6  |
|     | Víctor Pacheco           | Mediocampista | 4  |
|     | Hernán Gaviria           | Mediocampista | 3  |
|     | Ever Palacios            | Defensa       | 1  |
|     | Carlos Fernando Asprilla | Defensa       | 1  |
|     | Víctor Bonilla           | Delantero     | 1  |
|     | John Wilmar Pérez        | Mediocampista | 2  |
|     | Walter Escobar Romero    | Delantero     | 1  |
|     | Néider Morantes          | Mediocampista | 1  |
|     | Iván Ramiro Córdoba      | Defensa       | 4  |
|     | Wilson Pérez             | Defensa       | 2  |
|     | Néstor Ortiz             | Defensa       | 0  |
|     | Edison Mafla             | Mediocampista | 0  |
|     | Foad Maziri              | Defensa       | 0  |
|     | Francisco Cassiani       | Defensa       | 0  |

### Goleadores
| Jugador              | Goles anotados | Asis. | PJ |   |
| Faustino Asprilla    | 7              | -     | -  | - |
| Anthony de Ávila     | 3              | -     | -  | - |
| Carlos Valderrama    | 3              | -     | -  | - |
| Hamilton Ricard      | 2              | -     | -  | - |
| Jorge Bermúdez       | 2              | -     | -  | - |
| Mauricio Serna       | 2              | -     | -  | - |
| Freddy Rincón        | 1              | -     | -  | - |
| Ivan René Valenciano | 1              | -     | -  | - |
| Victor Aristizábal   | 1              | -     | -  | - |
| Wilmer Cabrera       | 1              | -     | -  | - |
| -------------------- | -------------- | ----- | -- | - |

## Uniforme
| 1996                         |             |
| ---------------------------- | ----------- |
| \| Oficial \| Alternativo \| |             |
| Oficial                      | Alternativo |

| Oficial | Alternativo |

| 1996-1997                    |             |
| ---------------------------- | ----------- |
| \| Oficial \| Alternativo \| |             |
| Oficial                      | Alternativo |

| Oficial | Alternativo |

### Resultado Final
| Colombia                                                    |
| Clasificado                                                 |
|                                                             |
| Cuarta Participación (1962, 1990, 1994, 1998, 2014 y 2018.) |